# Madrid Tennis Grand Prix 1984
Il Madrid Tennis Grand Prix 1984 è stato un torneo di tennis giocato sul sintetico indoor. È stata la 13ª edizione del Madrid Tennis Grand Prix che fa parte del Volvo Grand Prix 1984. Si è giocato a Madrid in Spagna dal 27 febbraio al 4 marzo 1984.

## Campioni

### Singolare
John McEnroe ha battuto in finale  Tomáš Šmíd con il punteggio di 6–0, 6–4

### Doppio
Peter Fleming /  John McEnroe hanno battuto in finale  Fritz Buehning /  Ferdi Taygan con il punteggio di 6–3, 6–3